# Servicio de barra

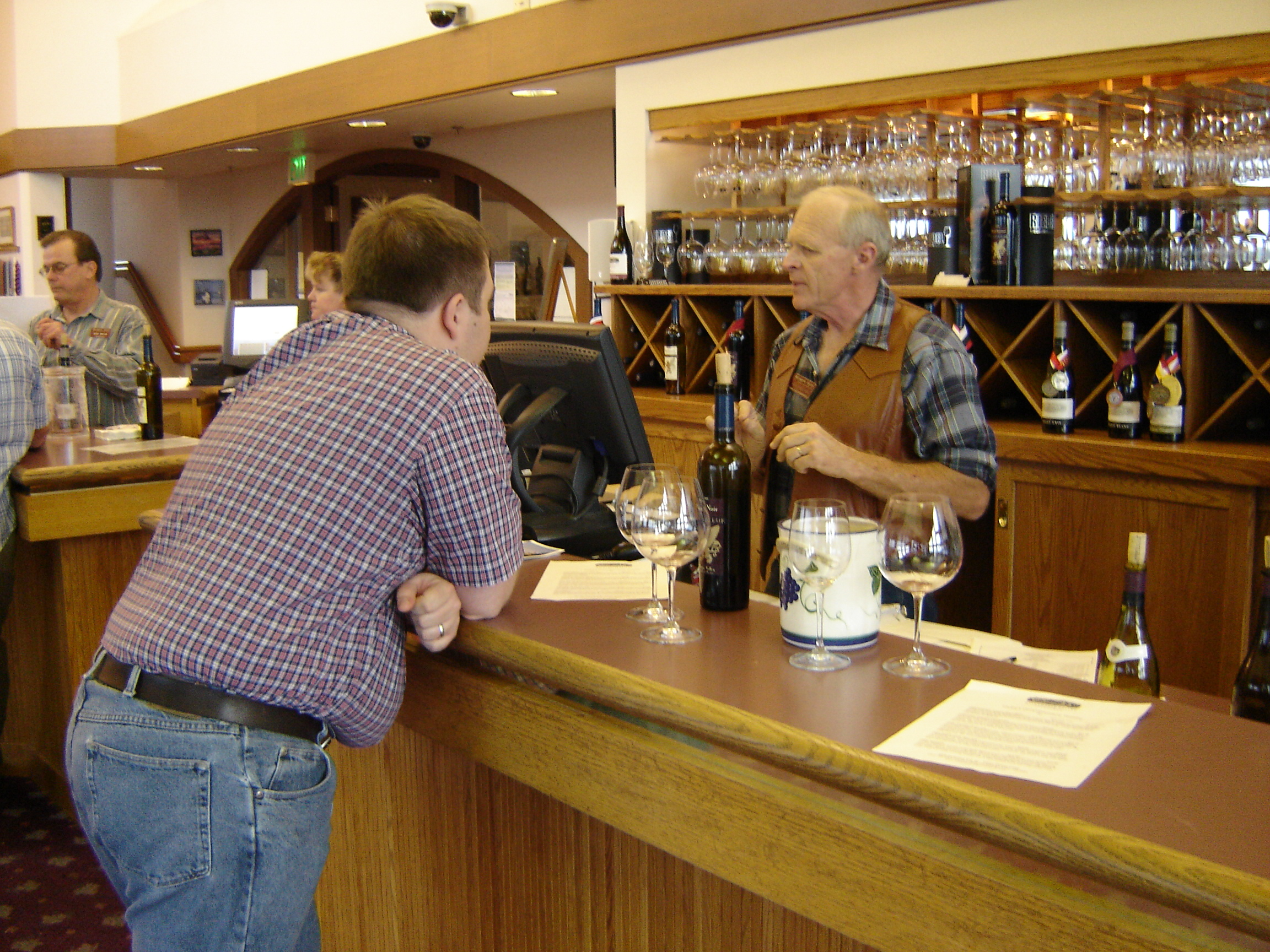
Típica escena de servicio de barra en un bar.

El servicio de barra consiste en un tipo de servicio general dado en los bares y cafeterías. Por regla general el camarero se encuentra tras una especie de muro con escaparates (se denomina "barra") y atiende las peticiones del cliente tras ella. Las consumiciones en este tipo de servicio se hacen de pie en una especie de aparador existente en la "barra" del bar. Las consumiciones se pagan por adelantado o tras la consumición según la costumbre del lugar.

## Características
La principal característica es que ni el cliente, ni el camarero se sientan permaneciendo todo el momento ambos de pie, cara a cara. El camarero atiende a los clientes por orden y él mismo elabora ciertas operaciones como servir las bebidas, poner una tapa o ración, cobrar, etc. Puede estar asistido por una cocina u otro camarero en el que caso de que exista. Una de las principales características del servicio de barra es la de poder atender a muchos clientes al mismo tiempo. .
Por regla general si existe un servicio de barra no hay servicio de mesa, pero existen mezclas de servicios en los que un cliente puede ser servido en una barra para llevar luego él mismo su consumición a una mesa.

## Historia
La palabra "barra" en este contexto ya estaba en uso el 1592 a más tardar, el dramaturgo Robert Greene se refiere a una "barra" en su obra Un descubrimiento notable de Coosnage. Sin embargo, se ha sugerido que el método de servir en un mostrador fue inventado por Isambard Kingdom Brunel, el gran ingeniero de la era victoriana, como un medio de mayor rapidez para el servicio de los clientes de los trenes de pasajeros con la prisa que tenían al llegar a las salas de refresco de la estación de ferrocarril de Swindon, mientras los trenes Great Western cambiaban de máquina.
También se ha afirmado que la primera barra en servir alcohol se instaló en el Hilton London Paddington en la estación de Paddington en Londres.